# Rasfa
Rasfa ou Rosfa (em árabe: الرصفة) é uma comuna localizada na província de Sétif, Argélia. Sua população estimada em 2008 era de 16 075 habitantes.